# 李大同 (南宋)
李大同，字从仲，南宋婺州东阳（今浙江省东阳市）人，李大有的弟弟。
宋宁宗嘉定十六年进士。曾从学于朱熹。担任秘书丞兼崇政殿说书，拜右正言兼侍讲，首陈谨独之戒。拜殿中侍御史，平心持衡，斥去党论，请朝廷用兵，尤应慎重。转任起居郎。进升为工部尚书，以宝谟阁直学士知平江府，以提举江州太平兴国宫致仕，在家中去世。著有《群经讲义》。